# Cornelis van Huynen

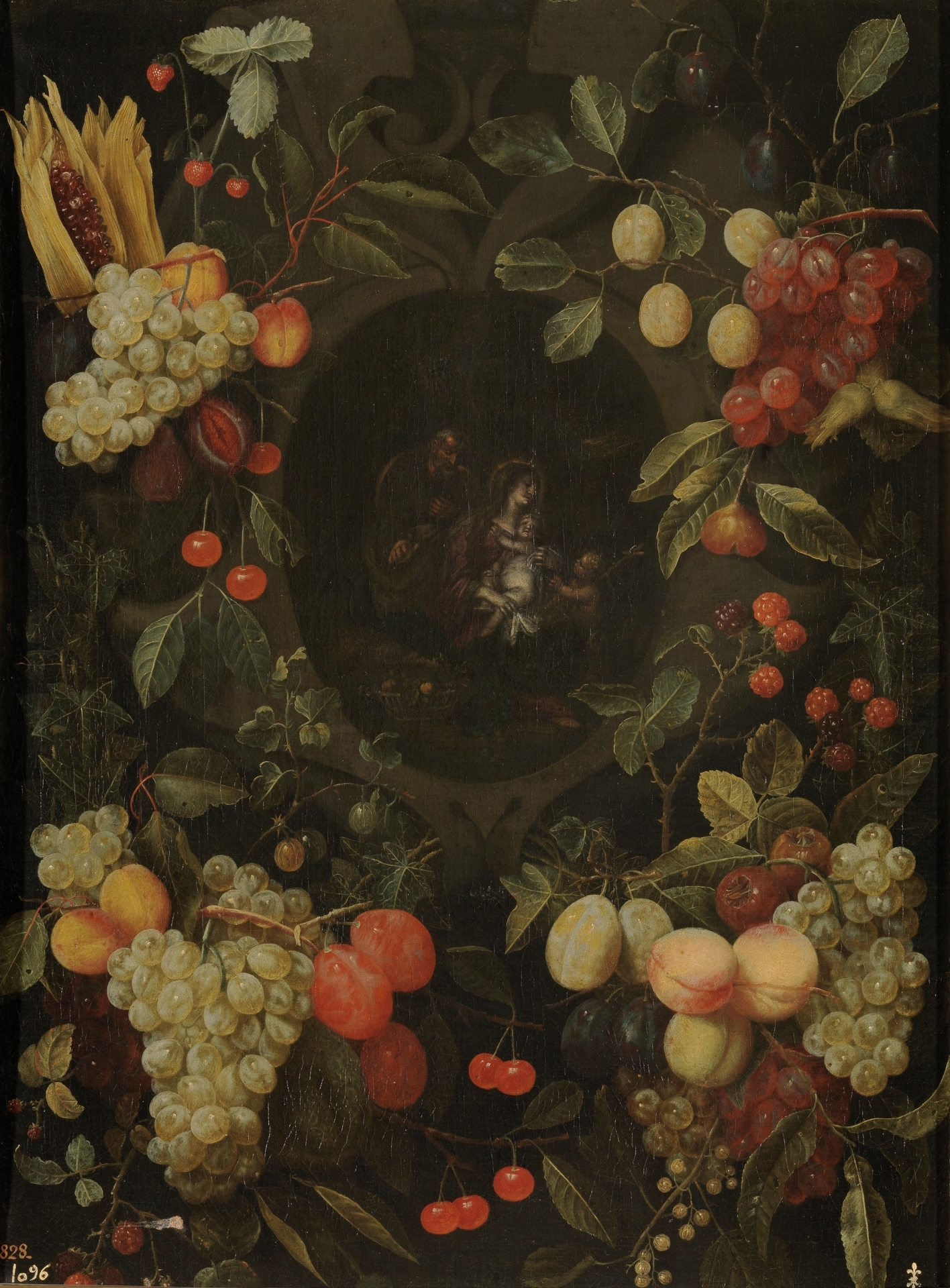
Guirnalda de frutas con la Sagrada Familia

Cornelis van Huynen  (fallecido en 1703) fue un pintor flamenco de bodegones conocido por sus pinturas de frutas y guirnaldas. Estuvo activo en Amberes, donde se había formado con el destacado pintor de bodegones Joris van Son.

## Vida
La información sobre la vida de Cornelis van Huynen es incompleta. Se desconoce el lugar y la fecha de su nacimiento.  La primera vez que se tiene constancia de él es cuando, en el año gremial 1654/1655, se inscribe en el Gremio de San Lucas de Amberes como alumno del destacado pintor de bodegones Joris van Son. Fue alumno de van Son en el mismo año que Frans van Everbroeck, que también se convirtió en pintor de bodegones.  Se convirtió en maestro en el gremio local en el año del gremio 1661-1662.
Van Huynen estuvo activo en Amberes hasta 1703.   Su cuota de defunción fue pagada al Gremio en 1703, lo que indica que murió ese año

## Obra
La obra conocida de van Huynen es muy limitada. Sus únicas obras firmadas son dos pinturas de guirnaldas conservadas en el Museo del Prado. Además, hay otras dos pinturas de guirnaldas atribuidas al artista en el Museo Nacional de Varsovia, que anteriormente se atribuían a Catharina Ykens II. Dos obras colgantes que representan guirnaldas de frutas subastadas en Bonhams & Butterfields (San Francisco, California) el 14 de mayo de 2003, lote 1026, como atribuidas a Frans Ykens, han sido atribuidas a Cornelis van Huynen por F G Meijer 

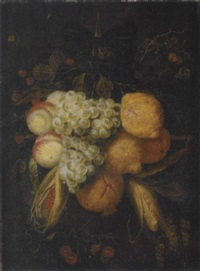
Naturaleza muerta con uvas, limones, melocotones y otras frutas.

Las obras de Van Huynen se dividen en dos categorías: guirnaldas de frutas y pinturas de guirnaldas. También debió de pintar guirnaldas de flores, ya que hay constancia de la venta de una obra de este género por parte del marchante Forchondt durante su vida, en 1671. Sus obras demuestran una gran afinidad con las creaciones de su maestro Joris van Son, aunque los modelos utilizados en sus figuras demuestran un conocimiento de la obra de Antony van Dyck
La mayoría de sus bodegones pertenecen a la categoría de "pinturas de guirnaldas". Los cuadros de guirnaldas son un tipo de bodegón inventado a principios del siglo XVII en Amberes y cuyo primer practicante fue Jan Brueghel el Viejo. Las pinturas de este género suelen mostrar una guirnalda de flores o, con menos frecuencia, de frutas alrededor de una imagen devocional o un retrato. Los cuadros de guirnaldas solían ser colaboraciones entre un pintor de bodegones y otro de figuras. En el desarrollo posterior del género, la imagen devocional se sustituye por otros temas, como retratos, temas mitológicos y escenas alegóricas.

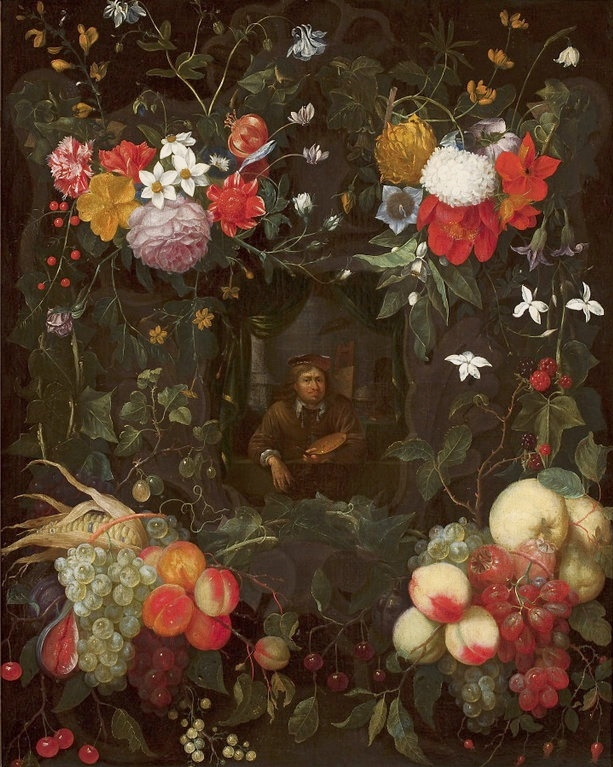
Retrato de un pintor rodeado por una guirnalda

Los dos cuadros de guirnaldas del Prado tienen un tema devocional en medio de la guirnalda. Las dos pinturas de guirnaldas en el Museo Nacional de Varsovia contienen, respectivamente, retratos de un pintor sosteniendo una paleta y una mujer leyendo. Al igual que su maestro Van Son, estas pinturas de guirnaldas consisten en frutas o una combinación de frutas y flores con la parte superior formada por flores y la parte inferior por frutas o viceversa. Las frutas y flores en estas composiciones se agrupan en grupos que se unen a marcos escultóricos.